# Kanadukathan
Kanadukathan es una ciudad y nagar Panchayat situada en el distrito de Sivaganga en el estado de Tamil Nadu (India). Su población es de 5275 habitantes (2011). Se encuentra a 53 km de Sivaganga y a 87 km de Madurai.

## Demografía
Según el censo de 2011 la población de Kanadukathan era de 5275 habitantes, de los cuales 2634 eran hombres y 2641 eran mujeres. Kanadukathan tiene una tasa media de alfabetización del 86,45%, superior a la media estatal del 80,09%: la alfabetización masculina es del 92,17%, y la alfabetización femenina del 80,74%.